# Гончаренко, Евдокия Борисовна
Евдокия Борисовна Гончаренко (в девичестве — Татаренко) (14 октября 1926, Новопокровка, Днепропетровский округ — 9 апреля 2020, Башмачка, Днепропетровская область) — советская деятельница сельского хозяйства, новатор сельскохозяйственного производства, звеньевая, земледелец 1-го отделения конного завода № 65 имени Будённого Покровского района Днепропетровской области. Герой Социалистического Труда (1949). Депутат Верховного Совета УССР 3-го созыва.

## Биография
Родилась 14 октября 1926 года в семье конюха Бориса Татаренко. Окончила семилетнюю школу.
Трудовую деятельность начала в 1945 году в полеводческой бригаде отделения конного завода № 65 имени Будённого Покровского района Днепропетровской области. Работала звеньевой молодёжного звена отделения конного завода № 65 имени Будённого.
12 сентября 1949 года было присвоено звание Героя Социалистического Труда за полученный в 1948 году урожай пшеницы 34,4 центнера с гектара на площади 40 гектаров.
С 1949 года — земледелец 1-го отделения конного завода № 65 имени Будённого Покровского района Днепропетровской области. Работала в колхозе имени Петровского села Башмачка Солонянского района Днепропетровской области.
Потом — на пенсии в селе Башмачка Солонянского района Днепропетровской области.
Избиралась депутатом Верховного Совета Украинской ССР 3-го созыва, депутатом Днепропетровского областного совета депутатов трудящихся.
Ушла из жизни 9 апреля 2020 года.
Семья: трое сыновей, пятеро внуков, правнуки.

## Награды
- медаль «Серп и Молот» (12.09.1949);
- орден Ленина (12.09.1949);
- медали.